# Estación de Sagunto-Anfiteatro
Sagunto-Anfiteatro fue una estación de ferrocarril situada en el municipio español de Sagunto, en la provincia de Valencia.

## Historia
Las instalaciones, pertenecientes a la línea Calatayud-Valencia, fueron construidas por la Compañía del Ferrocarril Central de Aragón a finales del siglo XIX. La construcción de la línea férrea requirió de varios años y no entraría en servicio en su totalidad hasta 1902. El complejo ferroviario disponía de un edificio de viajeros, muelles de mercancías, depósitos de agua, una espaciosa playa de vías y una rotonda giratoria para las locomotoras. Sagunto-Anfiteatro se encontraba situada junto a la estación de la compañía «Norte», perteneciente a su vez a la línea Valencia-Tarragona. Con el tiempo se llegó a construir un ramal de enlace entre ambas estaciones. Tras la nacionalización de todos los ferrocarriles de ancho ibérico y la creación de RENFE, en 1941, el tráfico ferroviario en Sagunto fue centralizado en la antigua estación de «Norte»; ello marcó el declive de Sagunto-Anfiteatro. Tras quedar en desuso con el paso de los años, las instalaciones acabarían siendo demolidas.